# Björn Hallman
Björn Jan Otto Hallman, född 1 december 1944 i Luleå, är en svensk kompositör, dirigent och musiker (piano, altviolin, flöjt). 

## Verksamhet
Hallman var anställd som kapellmästare vid Kungliga Operan i Stockholm 1971–1997. Under 1980-talet blev han känd som tonsättare och inledde sin tonsättarbana med Mässa för sopran, oboe, orgel och kör, framförd i Vatikanen.
Under åren 1984–1986 skrev han ett tjugotal verk, bland annat Sagan om Snövit (1981). Klarinettkonserten (1983) beställdes och uruppfördes av Göteborgssymfonikerna. Niklas Piccolas vänner (1983) framfördes över 100 gånger enbart i Sverige. Operan Förföraren (1984) handlar om Don Juans framfart i helvetet.
Familjeoperan Pomperipossas syster, som bygger Falstaff Fakirs berättelse med text av Birgitta Ribbegren, var ett beställningsverk av Kungliga Operan i Stockholm (1984), vilket återkom under flera  säsonger. Andra verk av Hallman är Cellokonsert, uruppförd i Åbo 1984, och Konsert för Två Violiner och orkester (1986). Sångcykeln Kalejdoskop (1984) för alt och orkester slår an ett tonspråk som kan påminna om den sene Sjostakovitjs inåtblickande musik. Till Helsingborgs 900-årsjubileum skrev han Suquamhövdingens brev (1985), uruppförd av Håkan Hagegård, som även framförde cykeln Den lycklige prinsen (1984), uruppförd av Elisabeth Söderström.
Bland senare verk kan nämnas Änglarnas trädgård för soli, kör och orkester (2000), Solitär opera i två akter (om Christina Nilsson), beställd av Operan och Musik i Kronoberg vid Växjös 650-årsjubileum (1992), Konsert för sopransaxofon och orkester (2004), Konsert för gitarr och orkester (2004), Konsert för flöjt och orkester (uruppförd 2005 av Jönköpings Sinfonietta), Konsert för piano och orkester (2011), Symfoni nr 1 (uruppförd 2013 i Kiev) och Konsert för trombon och orkester (2013).

## Filmmusik
- 2011 – En enkel till Antibes
- 2004 – Tre solar
- 2002 – Alla älskar Alice
- 2000 – Jönssonligan spelar högt
- 2000 – Födelsedagen
- 1998 – Ögat
- 1997 – Spring för livet